# Transmission funiculaire en médecine
 (octobre 2015).
Si vous disposez d'ouvrages ou d'articles de référence ou si vous connaissez des sites web de qualité traitant du thème abordé ici, merci de compléter l'article en donnant les références utiles à sa vérifiabilité et en les liant à la section « Notes et références ».
La transmission funiculaire en médecine traduit la présence du plasmodium falciparum dans le cordon ombilical résultant de la transmission maternofoetale du paludisme dans les zones tropicales et quelques rares fois dans certaines zones tempérées. D'apres la thèse en médecine du Dr Tabita Simon[réf. incomplète].